# نگتسکووو
نگتسکووو (به لاتین: Nieckowo) یک روستا در لهستان است که در گمینا پوتنگووو واقع شده‌است. نگتسکووو ۲۸۵ نفر جمعیت دارد.